# Wybite szyby
Wybite szyby (ang. Fixing Broken Windows: Restoring Order and Reducing Crime in Our Communities) – monografia opracowana przez George’a Kellinga i Catherine Coles w 1982, w której autorzy sformułowali teorię rozbitych okien. Polskie wydanie ukazało się w 2000 w tłumaczeniu Bolesława Ludwiczaka (Media Rodzina).

Książka powstała na kanwie sporów w środowisku politologów odnośnie wolności jednostki ludzkiej. Część z nich przychylała się do przekonania, w myśl którego jednostka ta może się rozwijać bez żadnych przeszkód i ograniczeń, a jej byt osobisty oraz udział w życiu społecznym determinowany jest wyłącznie przez prawa i swobody. Z drugiej strony stali zwolennicy idei wspólnotowości. Uważali oni, że jednostek w pełni niezależnych nie ma, a wolność ludzi może istnieć tylko w uporządkowanym środowisku. Warunkiem prawidłowego rozwoju człowieka może być wyłącznie wsparcie ze strony rodziny i dalszego otoczenia społecznego. Autorzy ustalili, że linia podziału między zwolennikami obu tych stanowisk jest mocno różna od tradycyjnego podziału na liberałów i konserwatystów. W swojej publikacji starali się dociec istoty sporu w miejscu, gdzie jest on najbardziej jaskrawy, tzn. w przedmiocie stopnia ochrony terenów publicznych (wspólnie użytkowanych przez wszystkich), gdzie wolności jednostek zagrażają problemy społeczne: dewastacja, koczujący bezdomni, żebracy, graffiti, huk głośnej muzyki, natarczywi nastolatkowie, narkomani i inni. Twórcy książki pytają o to kto i jak powinien regulować te i inne zachowania w sferze publicznej?
Jeżeli przez dłuższy czas nikt nie wprawi wybitej szyby w oknie, wkrótce w budynku wybite zostaną także wszystkie pozostałe szyby. Jeżeli bowiem nikt nie zadbał o wstawienie jednej szyby, to znaczy, że nikogo stan budynku nie interesuje i że można bez obaw o konsekwencje niszczyć go dalej
Po roku 1968 w polityce społecznej dominował kierunek zwiększający wolności osobiste jednostek kosztem ograniczenia kontroli społecznej. Dopuszczano do publicznego spożywania alkoholu, nie izolowano z reguły osób chorych psychicznie, żebractwo uzyskało parasol ochronny samorządów. Większość z tych przyzwalających zmian nie była efektem debaty społecznej czy działań legislacyjnych, a jedynie pokłosiem decyzji sądów, nadających jednostkom coraz większe i coraz łatwiej egzekwowane przywileje. W tej sytuacji arytmetycznemu wzrostowi liczby nietypowo zachowujących się osób towarzyszył geometryczny wzrost niepokojących pozostałe jednostki zdarzeń. Zwiększyła się liczba narzekań i skarg do władz na natarczywych, pijanych lub naćpanych żebraków, brudnych, śmierdzących włóczęgów, a także wulgarnych i agresywnych nastolatków. Z drugiej strony funkcjonariusze służb mundurowych popadali we frustrację, wychodząc z założenia, że nie wstępowali do policji, by nieustannie przeganiać bezdomnych z chodników, ponieważ nie ma to wiele wspólnego ze zwalczaniem "prawdziwej" przestępczości, a dodatkowo może wywołać wybuch niezadowolenia u obserwatorów, czy dziennikarzy (niemal każde nietypowe zachowanie uliczne ma swoje lobby). W wyniku takich spostrzeżeń policja przestała reagować na drobne naruszenia ładu społecznego i biernie przyglądała się coraz większej liczbie wykroczeń w imię wolności jednostki i jej prawa do samorealizacji. Wywołało to z kolei niezadowolenie oraz krytykę części społeczeństwa zainteresowanej bezpieczeństwem i porządkiem na ulicach. Wszystko to razem wywierało wpływ na wyniki wyborcze do samorządów i na szczeblu państwowym.
Tytuł książki nawiązuje do artykułu Georga Kellinga zamieszczonego w "The Atlantic Monthly" w marcu 1982. Autor pojęciem "wybite szyby" tłumaczył genezę nieładu i bałaganu, a w końcu anarchii, które mogą objąć społeczności lokalne i popchnąć je w otchłań niekontrolowanej przestępczości, w sytuacji braku podejmowania działań naprawczych na najniższym szczeblu, czego symbolem jest wstawienie pierwszej wybitej przez chuligana szyby. Na ulicy pozbawionej dozoru z czasem pojawiać będą się tylko młodzież, przestępcy i dilerzy.
Autorzy wskazują, że nastawiona wyłącznie na poszanowanie praw jednostki tradycja prawna nie umie sobie poradzić z problemem "wybitych szyb", ponieważ sędzia nie dostrzega ze swojego punktu widzenia szerszego kontekstu jednego aktu chuligaństwa w przestrzeni problemów społecznych całej społeczności. George Kelling prowadził długoletnie badania naukowe w dziedzinie poszanowania prawa i doradzał agencjom państwowym. Uczył w jaki sposób utrzymywać ład na ulicach przy możliwie najmniejszym uszczerbku dla wolności jednostek. Catherine Coles przeanalizowała przepisy prawne pod kątem opisywanej problematyki. Oboje autorzy wskazali jednoznacznie, że kluczem do poprawy bezpieczeństwa na szczeblu lokalnym jest zmiana w sposobie myślenia i mentalności sędziów, policji, agencji prywatnych i państwowych. Książka zawiera wytyczne do wprowadzenia tych zmian w życie.
Twórcy teorii przyjęli założenie, że wysiłki mające na celu przywrócenie porządku na ulicach nie muszą wywoływać konfliktów biednych z bogatymi, czy też czarnych z białymi – poczucie bezpieczeństwa jest potrzebą dotyczącą w równym stopniu wszystkich ludzi. W rozdziale pierwszym przeanalizowano następstwa niewłaściwie rozumianego poglądu na źródła przestępczości i zachowań aspołecznych. W rozdziale drugim podjęto próbę odpowiedzi na pytanie "jak to się stało, że znaleźliśmy się w sytuacji, gdy nieprzestrzeganie zasad ładu i porządku pod hasłami indywidualizmu i ochrony podstawowych swobód obywatelskich rozpanoszyło się do tego stopnia, że obecnie koszty musi ponosić całe społeczeństwo?". W rozdziale trzecim omówiono działania policji z uwzględnieniem niepowodzeń i porażek działania tej formacji w drugiej połowie XX wieku w społeczeństwach wysokorozwiniętych. W rozdziale czwartym zrelacjonowano działania policji nowojorskiej i jej sukcesy w oparciu o współdziałanie ze społeczeństwem w obrębie zwalczania drobnej przestępczości. W rozdziale piątym opisano podstawowe elementy nowego modelu działania policji, współpracę ze społeczeństwem, uprawnienia, mechanizmy i przeszkody w jej sprawnym i efektywnym funkcjonowaniu na rzecz utrzymania ładu i porządku w społecznościach lokalnych. Rozdział szósty poświęcony jest analizie skutków wprowadzenia w niektórych miastach działań przywracających porządek w miejscach publicznych (San Francisco, Baltimore, Seattle). W rozdziale siódmym przedstawiono model kontroli przestępczości ze strony społeczeństwa.
Autorzy sformułowali cztery sposoby ograniczania przestępczości:
- funkcjonariusze, działając na rzecz przestrzegania porządku publicznego (interweniując w drobnych kwestiach), mają okazję do zdobywania informacji i nawiązywania kontaktów ze sprawcami poważnych przestępstw,
- obecność policji w miejscach szczególnie narażonych na zakłócenia ładu przyczynia się do ochrony osób niewinnych, jak również jest ostrzeżeniem dla przestępców, że ich działalność nie jest w żaden sposób tolerowana,
- mieszkańcy sami zaczynają przejmować kontrolę nad własną, lokalną sferą publiczną, wymuszając tym samym przestrzeganie określonych standardów,
- w miarę, gdy zwalczanie naruszeń ładu staje się nie tylko domeną policji, ale też lokalnej społeczności, możliwy staje się rozwój jednostek, instalacja urządzeń wspólnych i naprawa jakości przestrzeni publicznych[4].

Najważniejszą kwestią, warunkującą powodzenie realizacji teorii autorów jest czynnik ludzki, czyli kontrola społeczna. Dziennikarka Jane Jacobs, stwierdziła, że atomistyczne i skierowane tylko na ochronę samego siebie działania obywateli są czynnikiem wywołującym erozję życia społecznego i miejskiego.
Do tez autorów ustosunkował się późniejszy dyrektor amerykańskiego Narodowego Instytutu Sprawiedliwości, James K. Steward, ówcześnie policjant w Oakland. Stwierdził, że książka jest przełomem w sposobie patrzenia na działania policji nakierowane na utrzymanie ładu i porządku publicznego, choć wątpił że jej postulaty dotrą do kryminologicznego establishmentu. Badania przeprowadzone w Wielkiej Brytanii (British Crime Survay) pokrywały się z wnioskami przedstawionymi w książce.